# Bajram Fetai
Bajram Fetai (født 7. september 1985) er en tidligere dansk-makedonsk professionel fodboldspiller, der sidst spillede for FC Roskilde.

## Klubkarriere
Fetai startede karrieren som seniorspiller i B.93. Her spillede han to sæsoner, inden han blev solgt til skotske Rangers. Den dengang 18-årig unge angriber havde måneden før været til prøvetræning i klubben og imponeret så meget, at han blev tilbudt en treårig kontrakt.
Den 24. marts fik Fetai sin debut for Rangers i en 4-1 sejr over Dunfermline, hvor han i 72' minut erstattede Michael Mols. Da Fetai langt fra havde imponeret i sin nye klub, udlejede de den unge angriber til skotske Inverness Caledonian Thistle FC.
Den 11. august 2005 offentliggjorde internettet, at efter en prøvetræning med succes i Silkeborg IF havde Fetai fået en kontrakt af klubben.
Silkeborg IF's cheftræner Viggo Jensen sagde: "Bajram er en meget spændende spiller, og selvom han er ung, har han jo oplevet lidt af hvert. Det ses ofte, at det giver meget hår på brystet at have været i udlandet at spille, og det håber vi selvfølgelig også er tilfældet her. De takter, Bajram Fetai viste under sin prøvetræning i SIF, var virkelig lovende, og jeg glæder mig meget over hans tilgang."
Med kun 18 ligakampe til gode, skiftede Fetai til FC Nordsjælland i 2007. Gode præstationer og en stabil form resulterede i, at han fik sin debut på ligalandsholdet. Han etablerede sig som en vigtig spiller for FCN og spillede i alt over 100 ligakampe, inden han i 2011 skiftede til Lyngby BK, da han ikke kunne blive enig med FCN om en ny kontrakt.
I 2012/13 sæsonen skiftede Fetai til tyrkiske Denizlispor. I slutningen af november 2013 blev han løst fra sin kontrakt, da han var ude i en lang periode med en knæskade.
I april 2014 trænede Fetai med FC Vestsjælland.
Den 9. juli 2014 skiftede Fetai til FC Roskilde i 1. division.